# Desmoscolex lanuginosus
Desmoscolex lanuginosus is een rondwormensoort uit de familie van de Desmoscolecidae. De wetenschappelijke naam van de soort is voor het eerst geldig gepubliceerd in 1876 door Panceri.